# Ziarno prawdy (opowiadanie)
Ziarno prawdy – opowiadanie z gatunku fantasy autorstwa Andrzeja Sapkowskiego. Należy do serii opowiadań o wiedźminie Geralcie z Rivii. 
Opowiadanie publikowane było w czasopismach i dziełach zbiorowych takich jak: „Fantastyka” 3/1989, Wiedźmin, Reporter 1990, Ostatnie życzenie, superNowa 1993, Opowieści o wiedźminie, tom 1., Świat Książki 2002 oraz na Game Boy Color. 

## Bohaterowie
W opowiadaniu występują:
- Geralt z Rivii – wiedźmin z cechu wilka
- Nivellen – człowiek zamieniony w bestię
- Vereena – bruxa, ukochana Nivellena

## Fabuła
Geralt na swej wiernej klaczy, Płotce, wędruje po świecie w poszukiwaniu zajęcia. Na drodze znajduje martwego płatnerza i jego córkę. Chcąc wyjaśnić, kto zabił tych ludzi, Geralt porzuca szlak i rusza wzdłuż drogi, którą martwi podróżowali. Natyka się na stary i tajemniczy dwór – jest on opuszczony, ale tylko na pozór. Wiedźmin widzi tam piękną dziewczynę, która jednak ucieka na jego widok. Następnie spotyka właściciela dworu – bestię, która chce przepędzić Geralta ze swej posiadłości. Wiedźmin nie daje się wyrzucić i prosi o gościnę, gospodarz (imieniem Nivellen) wreszcie ustępuje. Zaprasza wiedźmina do siebie i ugaszcza, jak może. Obaj szybko przypadają sobie do gustu. 
Na prośbę Geralta Nivellen opowiada mu swoją historię. Był kiedyś człowiekiem, wielkim panem. Idąc w ślady swego ojca i dziadka zajął się rozbojem – on i jego banda byli postrachem całej okolicy. Któregoś dnia napadli na pewną świątynię, złupili ją doszczętnie, a Nivellen, za namową kamratów, zgwałcił tamtejszą kapłankę. Popełniła ona samobójstwo, przed śmiercią rzucając na niego urok. Parę dni później zamienił się w bestię. Z rozpaczy oszalał, jego służba i bliscy przerażeni uciekli. Został we dworze jedynie w towarzystwie paru zwierząt, które się go nie bały. Jednocześnie dom zaczął wykonywać wszystkie jego polecenia: otwieranie okien, zapalanie świec, przygotowanie jadła. Nivellen miał nadzieję odzyskać ludzką postać. Pamiętał, że według bajek takie uroki może zdjąć jedynie miłość pięknej dziewczyny. Któregoś dnia przyłapał w swoim ogrodzie pewnego kupca, który zrywał jego ulubione róże. Schwytany kupiec tłumaczył się, że chciał zerwać kilka róż dla swej córki. Nivellen wypuścił go pod warunkiem, że przywiezie mu swoją córkę – kupiec powiedział, iż jego córka to dopiero dziecko, więc Nivellen puścił go wolno obdarowawszy złotem. Jakiś czas później do dworu przybył inny kupiec z córką. Dziewczyna spędziła u Nivellena rok, zaprzyjaźnili się, lecz czar dalej działał. Dziewczyna powróciła do domu, kupiec zaś dostał za fatygę worek klejnotów. Od tego czasu kupcy i rycerze przywozili mu na rok swoje córki w zamian za skarby. Żadna dziewczyna jednak nie zdjęła z niego czaru. Nivellen zrezygnował z prób odzyskania ludzkiej postaci, w chwili rozmowy z wiedźminem mieszkał z rusałką Vereeną (to ją widział Geralt), dla której odprawił z kwitkiem płatnerza, który przywiózł mu swoją córkę. 
Geralt żegna się z gospodarzem i jedzie dalej. Nie dawało mu jednak spokoju pytanie: czego bała się Płotka, jeśli nie Nivellena? Domyśliwszy się, że Vereena nie jest rusałką, lecz bruxą (rodzajem wampira), zawrócił do dworu. Wściekła bruxa rzuca się na Geralta, ten odpiera jej ataki, jednak z każdym jej atakiem staje się coraz słabszy. Na dziedzińcu zjawia się Nivellen, próbuje uspokoić Vereenę, lecz także on zostaje zaatakowany. Przerażony, wbija ukochanej w pierś ostro zakończoną żerdź. Vereena zostaje uśmiercona przez Geralta, przed śmiercią wyznając Nivellenowi miłość – wtedy Nivellen odzyskuje ludzką postać. Geralt wyjaśnia zdumionemu przyjacielowi, że w każdej bajce znajduje się „ziarno prawdy”.